# Spiro Kostof
Spiro Kostof (* 7. Mai 1936 in Istanbul; † 7. Dezember 1991 in Berkeley) war ein US-amerikanischer Architekturhistoriker, der an der University of California in Berkeley lehrte.

## Leben
Der als Sohn bulgarischer Eltern in der Türkei geborene Spiro Konstantine Kostof begann seine akademische Ausbildung am Robert College in Istanbul. 1957 ging er zu Studienzwecken an die Yale University in den Vereinigten Staaten. Obwohl er ursprünglich seinen Abschluss in Theaterwissenschaften machen wollte, verlagerten sich seine Interessen auf das Gebiet der Architekturgeschichte. Kostof wurde 1961 mit der Dissertation The Baptistry of Ravenna. A Study in early Christian Art and Architecture promoviert. Von 1961 bis 1965 unterrichtete er in Yale, anschließend lehrte Kostof an der University of California. In Berkeley blieb er bis zu seinem Tod im Jahr 1991. Zugleich war als Gastprofessor am Massachusetts Institute of Technology, an der Columbia University sowie Rice University tätig.
Spiro Kostof betrachtete die Kunst- und Architekturgeschichte in der Art Max Webers aus strukturell-analytischer Sicht und ohne Eurozentrismus. Er untersuchte unter anderem das permanente Spannungsverhältnis zwischen organischer Stadtentwicklung und der in der Antike ebenso wie im alten China oder den europäischen Kolonialreichen des 16. bis 18. Jahrhunderts verbreiteten Rasterplanung. Kostof befasste sich mit der „Planung des Pittoresken“, dem Symbolgehalt der Skyline, von der Dominanz der Dome und Tempeltürme bis zu jener der „Kathedralen des Geldes“. Er analysierte das Phänomen der Stadtränder und ihrer Varianten, von der Stadtmauer und Waterfront bis zum ausufernden Siedlungsbrei der Suburbanisierung, aber beispielsweise auch die soziale und ethnisch bedingte urbane Viertelbildung. Kostof verglich die strukturellen Ähnlichkeiten von römischen Legionslagern und modernen KZs und jene von „fürstlichen Avenuen“ und „sozialistischen Magistralen“.
Kostofs Lehrbuch A History of Architecture: Settings and Rituals, das 1985 erstmals erschien, wurde bald zum Standardwerk und ein moderner Klassiker auf seinem Gebiet. Sein zweibändiges stadtgeschichtliches Werk konnte der im Alter von 55 Jahren verstorbene Autor nicht mehr beenden. Den zweiten Band bearbeitete Kostofs Freund und Mitarbeiter Greg Castillo nach den Notizen aus dem Nachlass.
Die amerikanische Society of Architectural Historians – von 1974 bis 1976 war Kostof Präsident der Gesellschaft – vergibt seit 1993 einen Spiro Kostof Award für hervorragende englischsprachige Bücher zum Thema Architekturgeschichte.

## Veröffentlichungen
- The Orthodox Baptistery of Ravenna. Yale University Press, New Haven 1965
- Caves of God. The Monastic Environment of Byzantine Cappadocia. MIT Press, Massachusetts 1972
- History of Architecture. Settings and Rituals. Oxford University Press, New Haven 1985
- The City Shaped. Urban Patterns and Meanings Through History Thames & Hudson, London 1991
  - Deutsche Ausgabe: Das Gesicht der Stadt. Geschichte städtischer Vielfalt. Aus dem Englischen vom Klaus Blocher und Susanne Staatsmann. Campus, Frankfurt/New York 1993
- The City Assembled. The Elements of Urban Form Through History. Thames & Hudson, London 1991
  - Deutsche Ausgabe: Die Anatomie der Stadt. Geschichte städtischer Strukturen. In Zusammenarbeit mit Greg Castillo. Aus dem Englischen von Klaus Binder und Jeremy Gaines. Campus, Frankfurt/New York 1993
- Geschichte der Architektur. 3 Bände:
  - Band 1: Von den Anfängen bis zum Römischen Reich. DVA, Stuttgart 1992
  - Band 2: Vom Frühmittelalter bis zum Spätbarock. DVA, Stuttgart 1993
  - Band 3: Vom Klassizismus bis zur Moderne. DVA, Stuttgart 1993